# Pacto de Torreón
En junio de 1914 Venustiano Carranza ordena a Francisco Villa que enviara refuerzos para el general Pánfilo Natera, quien se encontraba atacando la ciudad de Zacatecas. Sin embargo, Villa envió a toda su División. Ante la molestia de Carranza por no haber acatado sus órdenes, Villa renunció a la jefatura de la División del Norte.

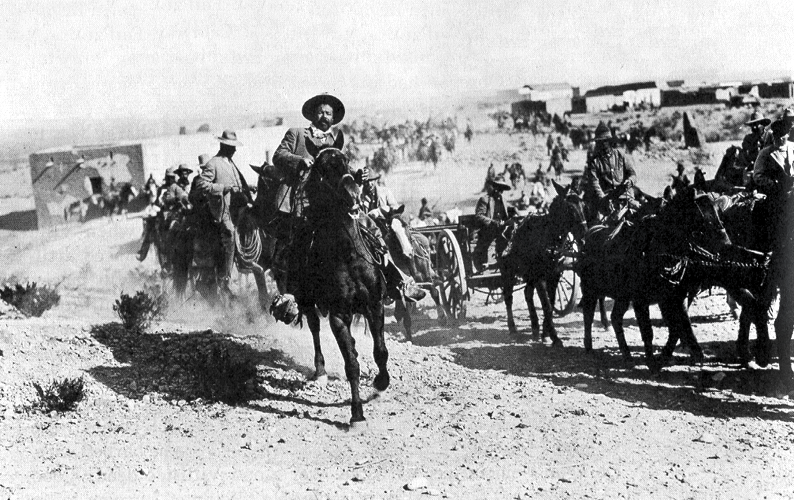
El general Pancho Villa a la entrada de Ojinaga.

Las discrepancias tuvieron un receso temporal con el Pacto de Torreón, del 8 de julio de 1914, celebrado entre la División del Norte y el Cuerpo del Ejército del Noreste. A Pancho Villa lo representaron Miguel Silva, Manuel Bonilla y José Isabel Robles; A Pablo González Garza: Antonio I. Villarreal, Cesáreo L. Castro y Luis Caballero. Se acordó que Villa presentaría disculpas a Venustiano Carranza, quién seguiría como primer jefe; a Pancho Villa se le otorgaría el grado de general de división, aunque independientemente de Álvaro Obregón y Pablo González Garza. Villa reconoció a Venustiano Carranza, pero le impuso limitantes, como asumir la presidencia interina y convocar a una Convención de generales y gobernadores revolucionarios para señalar la celebración de elecciones y formular un programa de gobierno.
Las pláticas comenzaron el día 4 y fueron presididas por Miguel Silva. En el transcurso de los días se acordó:
- El reconocimiento de Venustiano Carranza como Primer Jefe del Ejército Constitucionalista;[2]
- la permanencia de Villa al mando de la División del Norte;
- la independencia de ambos jefes revolucionarios en cuestiones administrativas y militares;

la convocatoria a una Convención de generales y gobernadores revolucionarios para señalar la celebración de elecciones y formular un programa de gobierno, una vez que fuese tomada la Ciudad de México.
Ambos ejércitos se comprometieron a combatir al ejército federal hasta lograr su total derrota, y a implantar un régimen democrático que velara por los obreros y campesinos. 

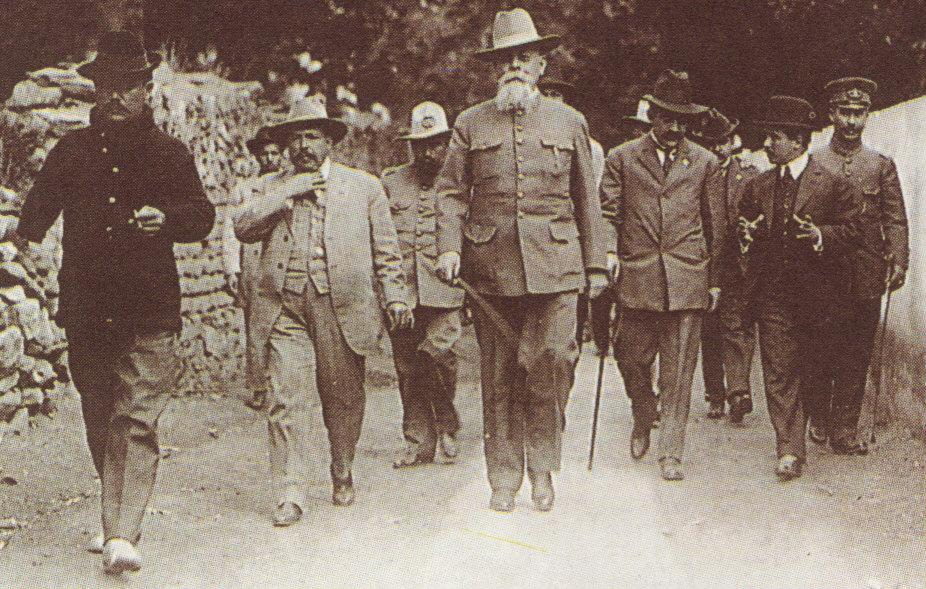
Venustiano Carranza (Centro) en La Cañada, Querétaro, el 22 de enero de 1916.

El 8 de julio se dieron por concluidas las conferencias con la firma de todos los generales villistas, pero en realidad, los acuerdos no fueron aceptados en su totalidad por ninguna de las dos partes, iniciándose así la escisión entre Carranza y Villa, lo que finalmente desataría la parte más sangrienta de la Revolución Mexicana.